# 29 листопада
29 листопада — 333-й день року (334-й у високосні роки) у григоріанському календарі. До кінця року залишається 32 дні.

## Свята і пам'ятні дні

### Міжнародні
- ООН: Міжнародний день солідарності з палестинським народом

### Національні
- Албанія: День визволення.

### Релігійні
Православні:
- Мученика Парамона і з ним 370 мучеників.
- Мученика Філумена.
- Преподобного Акакія Синайського.
- Преподобного Нектарія Києво-Печерського (в Ближніх печерах).
- Священномученика Авіва, єпископа Некреського.

## Іменини
✙ Православні: Парамон, Філумен, Акакій, Нектарій.
✝  Католицькі:

## Події
- 1830 — у Варшаві почалось Листопадове повстання 1830—1831.
- 1899 — засновано іспанський футбольний клуб «Барселона».
- 1929 — американський пілот Річард Берд з трьома компаньйонами першим у світі перелетів Південний полюс літаком.
- 1945 — югославська скупщина проголосила Югославію Федеративною Народною Республікою
- 1947 — Генеральна Асамблея ООН ухвалила рішення про розділення підмандатної території Палестини і створення там незалежних єврейської й арабської держав. Наслідком цього рішення стала поява Держави Ізраїль.
- 1959 — церемонію вручення нагород «Греммі» вперше показали по американському телебаченню. Серед лауреатів були Френк Сінатра і Дюк Еллінґтон.
- 1963 — президент США Ліндон Джонсон підписав розпорядження про заснування Комісії на чолі з Верховним суддею Ерлом Ворреном для розслідування замаху на президента Джона Кеннеді, вчиненого тиждень перед тим.
- 1990 — Рада Безпеки ООН прийняла резолюцію, яка дозволяла застосувати проти Ірака силу у разі, якщо він не виведе свої війська з Кувейту до 15 січня 1991 року.
- 1994 — Верховна Рада України ратифікувала Конвенцію про охорону біологічного різноманіття, підписану 11 червня 1992 у Ріо-де-Жанейро.
- 1996 — міжнародний трибунал з колишньої Юґославії виніс свій перший вирок. До 10 років тюремного ув'язнення був засуджений хорват Дражен Ердемович, визнаний винним у злочинах проти людяності під час громадянської війни в Боснії.
- 1999 — з метою запровадження атрибутів української державності Указом Президента № 1507/99 було постановлено, що офіційними символами глави держави є: Прапор (штандарт) Президента України, Знак Президента України, Гербова печатка Президента України, Булава Президента України.
- 2007 — депутати від виборчих блоків «БЮТ» та «Наша Україна — Народна Самооборона» створили коаліцію у новообраній Верховній Раді 6-го скликання

## Народились

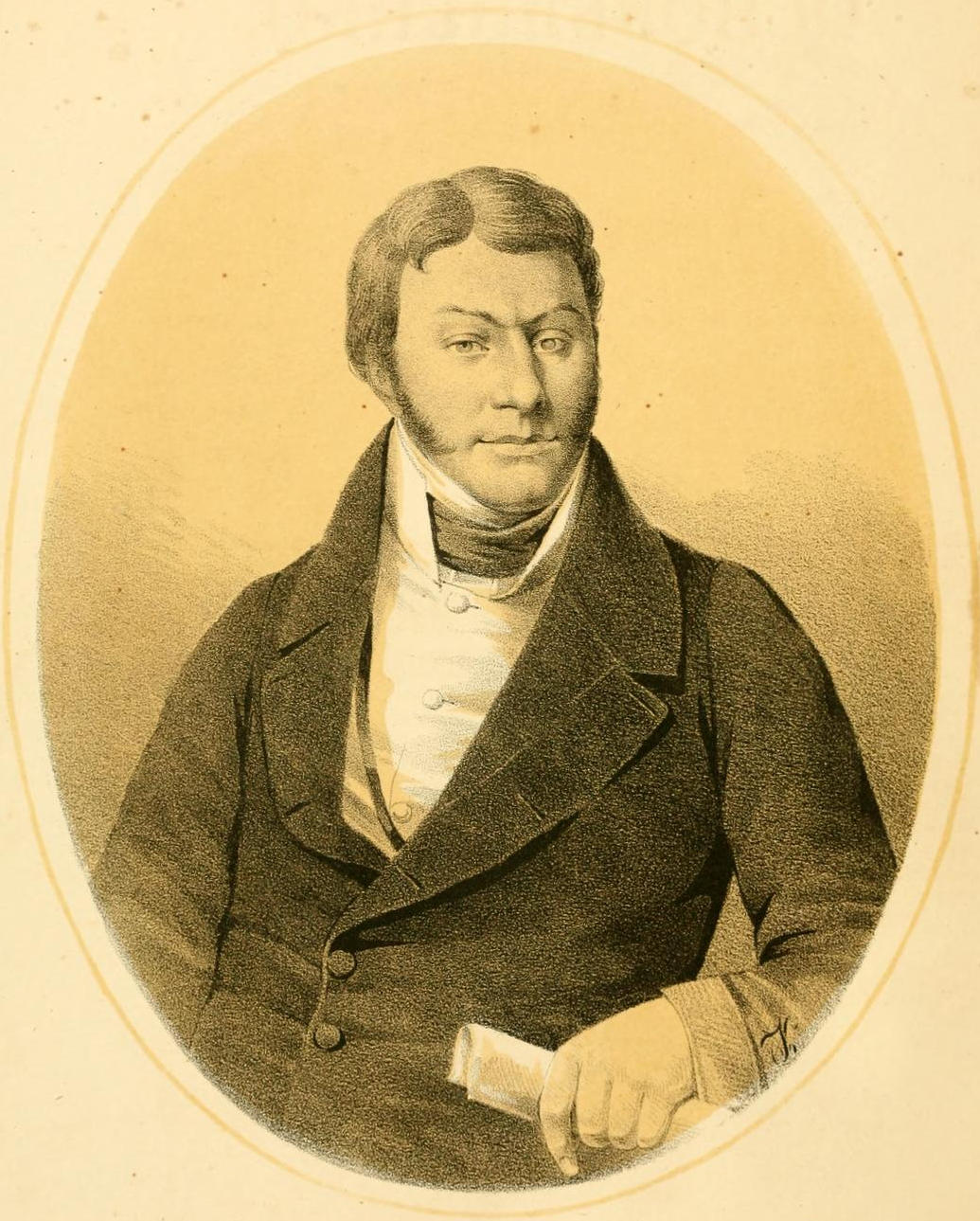
Григорій Квітка-Основ'яненко

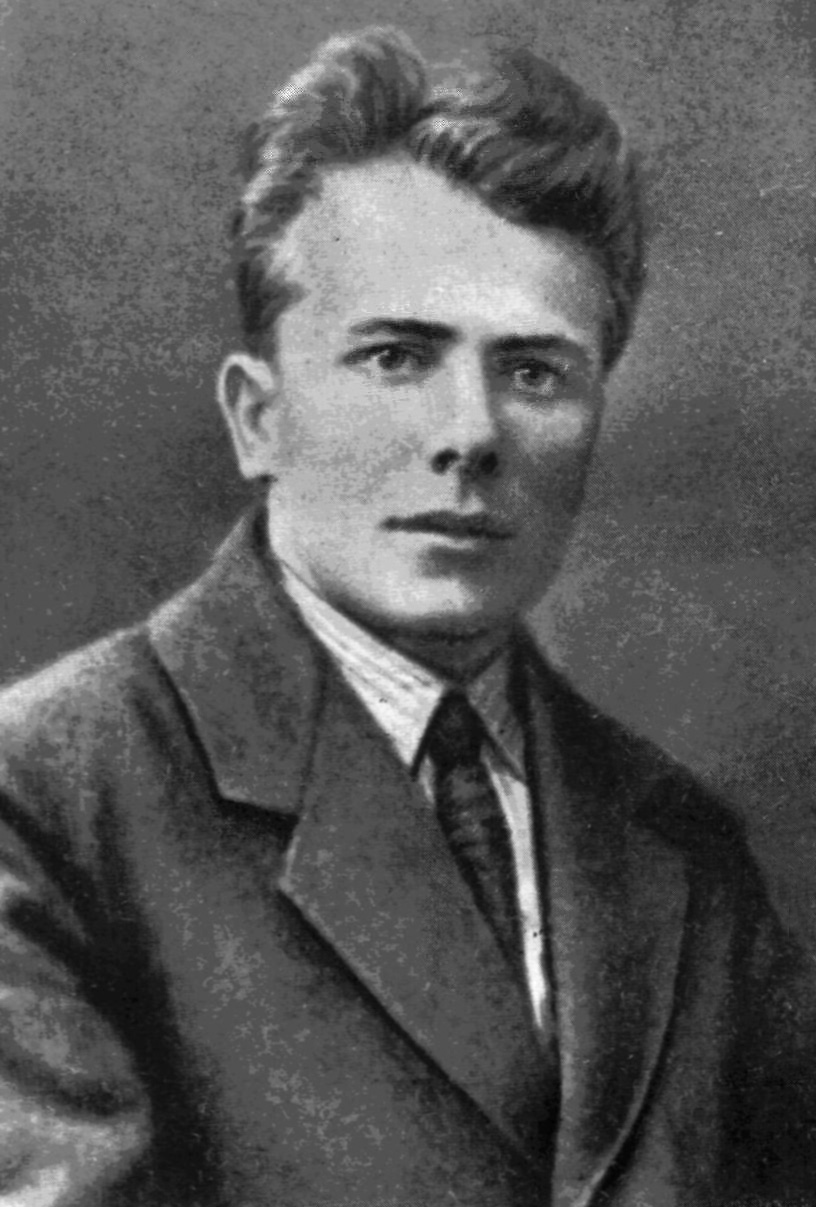
Григорій Косинка

Дивись також Категорія:Народились 29 листопада
- 1427 — Казимир IV Ягеллончик, Великий князь Литовський, король Польський.
- 1778 — Григорій Квітка-Основ'яненко, український письменник
- 1797 — Гаетано Доніцетті, італійський композитор.
- 1802 — Вільгельм Гауф, німецький письменник-казкар (Маленький Мук, Карлик ніс).
- 1803 — Крістіан Доплер, австрійський фізик, математик, астроном; теоретично пояснив залежність частоти звукових і світлових коливань від швидкості руху джерела випромінювання і спостерігача (ефект Доплера, 1842).
- 1823 — Симонів Матвій (Номис Матвій), український етнограф і фольклорист.
- 1825 — Жан-Мартен Шарко, французький лікар-психіатр, невролог.
- 1849 — Джон Амброз Флемінг, британський вчений в галузі радіотехніки й електротехніки.
- 1874 — Антоніо Еґаш Моніш, португальський невропатолог, засновник сучасної психохірургії, лауреат Нобелівської премії з медицини та фізіології (1949) за впровадження хірургічного методу лікування шизофренії (лоботомія).
- 1898 — Клайв Стейплз Льюїс, відомий ірландський та англійський письменник, філософ, літературний критик, спеціаліст із Середньовіччя.
- 1899 — Григорій Косинка, український письменник Розстріляного відродження, учасник Перших визвольних змагань, розстріляний (1934).
- 1932 — Жак Ширак (Jacques Chirac), французький політик, мер Парижа (1977–1986), прем'єр-міністр Франції (1974–1976, 1986–1988), президент Франції (з 1995 р.).
- 1947 — Мірза Хазар, єврейський, азербайджанський, згодом ізраїльський радіожурналіст, публіцист, перекладач Біблії азербайджанською мовою.
- 1978 — Андрій Воробей, український футболіст («Шахтар» Донецьк, збірна України), найкращий бомбардир чемпіонату України (2000).

## Померли

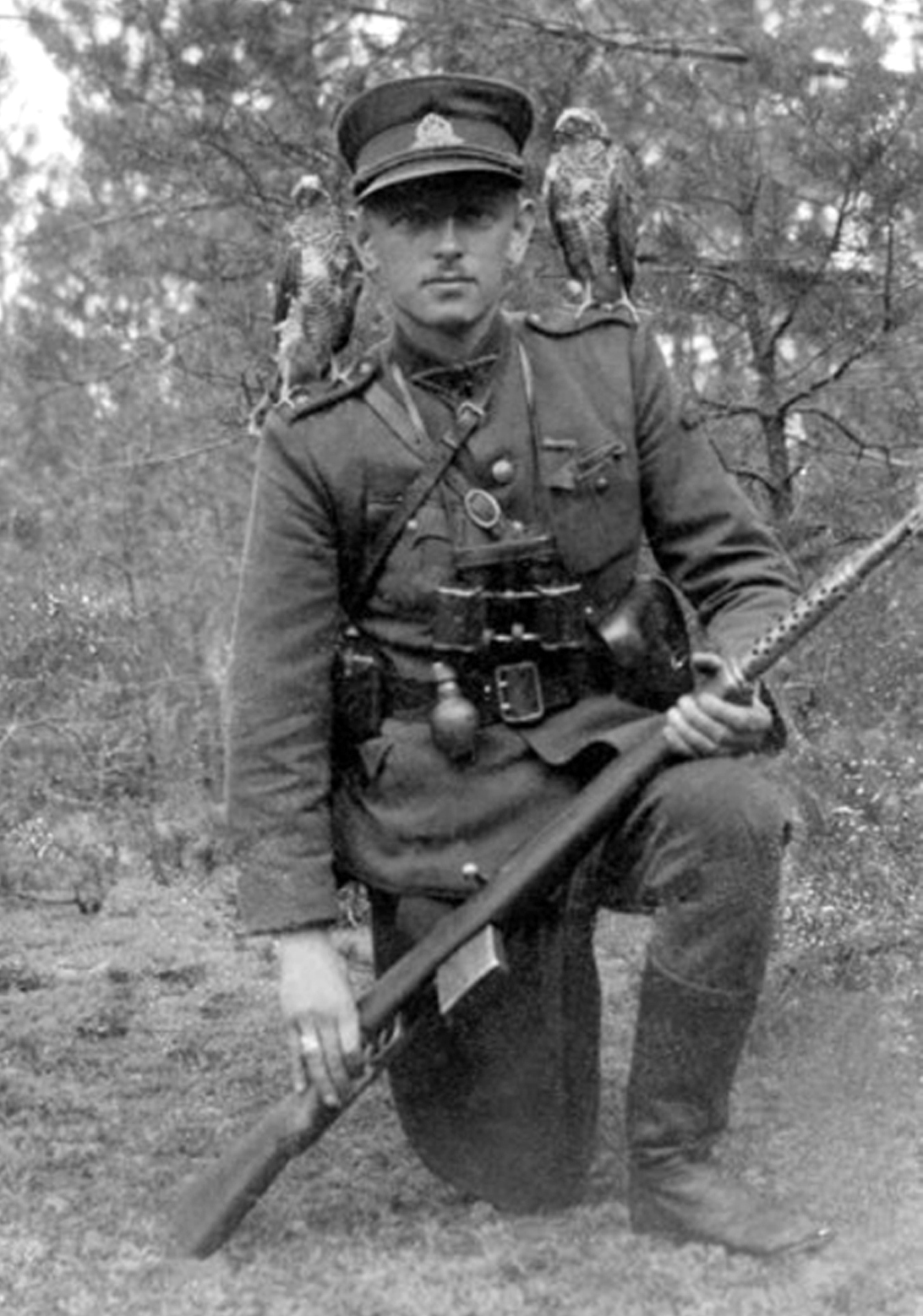
Адольфас Раманаускас-Ванагас

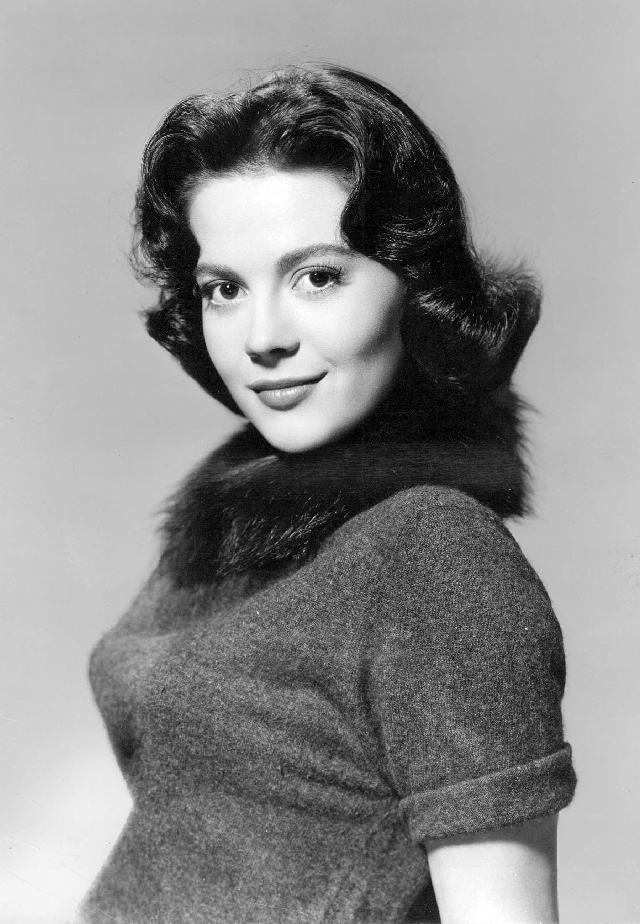
Наталі Вуд

Дивись також Категорія:Померли 29 листопада
- 1314 — Філіпп IV Вродливий, король Наварри з 1284 та Франції з 1285.
- 1378 — Карл IV (Charles IV), Імператор Священної Римської Імперії (з 1355).
- 1516 — Джованні Белліні, венеційський живописець, автор картин на релігійні та міфологічні теми.
- 1543 — Ганс Гольбейн молодший, німецький художник-портретист, придворний живописець англійського короля Генріха VIII, автор численних портретів видатних сучасників; помер у Лондоні від чуми).
- 1643 — Клаудіо Монтеверді, італійський композитор, автор опер і мадригалів, що вважається першим класиком опери.
- 1780 — Марія-Терезія, знаменита правителька Габсбурзької монархії. Повний титул — ерцгерцогиня Австрійська, велика герцогиня Тосканська, королева Угорщини і Богемії. Старша дочка імператора Священної Римської імперії Карла VI Габсбурґа. Правила близько 40 років, в Австрії відома як «королева-мати». Мала 16 дітей, двоє з яких стали в майбутньому цісарями — Йосиф II (співправитель Марії Терезії з 1765 р.) і Леопольд II.
- 1813 — Джамбаттіста Бодоні, італійський друкар і книговидавець, творець одного з типів класичного шрифту (антиква Бодоні), автор книги «Посібника з друкарства», що справила великий вплив на друкарську справу в Європі.
- 1924 — Джакомо Пуччіні, італійський композитор, останній із плеяди композиторів, що символізують 300-літній розквіт італійської опери, автор опер «Манон Леско», «Богема», «Тоска», «Мадам Баттерфляй» (помер від раку у Брюсселі).
- 1957 
  - Еріх Вольфганг Корнгольд, австрійський композитор та піаніст, автор музики до кінофільмів.
  - Адольфас Раманаускас-Ванагас, литовський військовий діяч, полковник, один з чільних партизанських керівників литовського антикомуністичного підпілля.
- 1975 — Грем Гілл, британський автогонщик, дворазовий чемпіон світу з автоперегонів у класі Формула-1.
- 1981 
  - Наталі Вуд (Наталія Миколаївна Захаренко), американська кіноакторка українського походження, відома за фільмами «Вестсайдська історія» та «Великі перегони».
  - Жорж Брассенс, французький поет, автор і виконавець пісень.
- 1986 — Кері Грант, американський актор англійського походження. Володар премії «Оскар».
- 2001 — Джордж Гаррісон, британський рок-музикант, співак та композитор. Найбільше прославився як гітарист гурту «The Beatles».
- 2008 — Йорн Утзон, данський архітектор, спроєктував будівлю опери Сіднея.
- 2010 — Маріо Монічеллі, видатний італійський актор, кінорежисер, сценарист та комедіограф.
- 2023 — Генрі Кіссінджер, американський політик, Держсекретар (1973–77 рр.). Нобелівський лауреат.